# Grasselli
Grasselli je priimek v Sloveniji, ki ga je po podatkih Statističnega urada Republike Slovenije na dan 1. januarja 2010 uporabljalo 35 oseb in je med vsemi priimki po pogostosti uporabe uvrščen na 9.436. mesto.

## Znane nosilke in nosilci priimka
- Ana Grasselli, pevka, glasbenica (na Kitajskem)
- Andrej Grasselli, diplomat
- Gregor Grasselli, matematik
- Igor Grasselli (*1965), violinist, koncertni mojster
- Jože (Josip) Grasselli (1924–2016), matematik, univerzitetni profesor
- Katarina Grasselli (1910–1990), arhitektka (krajinska)
- Lea Levec Grasselli (1885–1977), učiteljica, profesorica
- Luka Grasselli, pravnik, šahist
- Marjana Grasselli-Prosenc (1875–1960), učiteljica, pisateljica
- Mateja Slovenc Grasselli, agrarna antropologinja
- Mirko Grasselli (1874–1950), sodnik, tožilec, pravni pisec
- Neža Grasselli, pravnica, predsednica Transparency International Slovenija
- Nina Grasselli Kmet, zdravnica infektologinja, intenzivistka
- Peter Grasselli (1841–1933), pravnik, politik
- Robert Karl Grasselli (1930–2018), kemijski inženir
- Štefica Grasselli - Steffy (*1988), klasična in zabavnoglasbena pevka, sopranistka